# Deflate
Deflate est un format de compression de données sans perte qui couple l'algorithme LZ77 et le codage de Huffman. Il fut défini à l'origine par Phil Katz pour la version 2 de son archiveur PKZIP, et fut plus tard défini dans les RFC 1950, 1951, et 1952, en 1996, par Jean-Loup Gailly et Mark Adler.
Deflate n'est soumis à aucun brevet, ce qui a conduit à son utilisation dans les formats gzip et PNG, en plus du format zip auquel il était au départ destiné, à l'époque où le brevet sur l'algorithme LZW (utilisé dans le format GIF) n'avait pas encore expiré.

## Deflate64
Il s'agit d'une variante de Deflate qui utilise un dictionnaire plus grand (64 ko au lieu de 32 ko), des codes longueurs de 16 bits (pour des longueurs de 3 à 65536 octets), et des codes distances de 14 bits (30-31). Le taux de compression est légèrement amélioré en comparaison avec Deflate.
PKZIP prend en charge Deflate64 à partir de la version 2.50. Ce format a été créé par PKWARE et est inclus dans la spécification ZIP (méthode de compression 9), bien qu'il ne soit pas décrit en détail et soit considéré comme un format propriétaire par PKWARE (qui revendique Deflate64 comme marque de commerce).
Deflate64 est pris en charge par plusieurs produits (7-zip, Info-ZIP) mais pas par zlib, en raison de son aspect propriétaire et des faibles améliorations qu'il apporte.